# Ghiaccio III
Il ghiaccio III è una forma di materia solida che consiste di ghiaccio cristallino tetragonale, formato raffreddando l'acqua fino a 20 K a 300 MPa. È la meno densa delle fasi dell'acqua ad alta pressione, con una densità di 1.160 kg/m3 (a 350 MPa). La forma del ghiaccio III con i protoni ordinati è il ghiaccio IX.
Il comune ghiaccio d'acqua è noto come ghiaccio Ih (nella nomenclatura di Bridgman). Diversi tipi di ghiaccio, dal ghiaccio II al ghiaccio XV, sono stati prodotti in laboratorio a diverse temperature e pressioni.